# 異形胞子

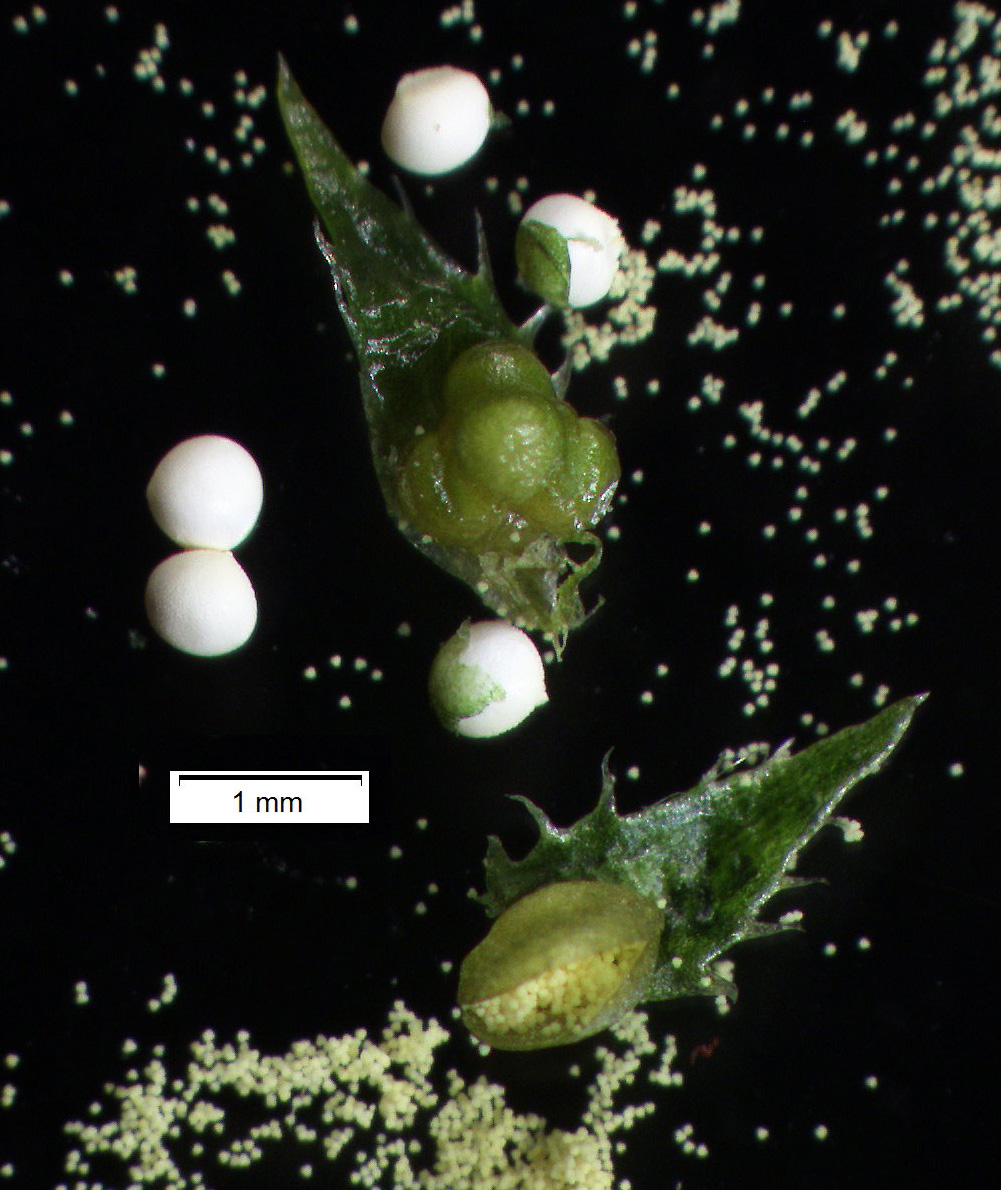
コケスギラン の大胞子（白）と小胞子嚢から出る小胞子（黄）

異形胞子（いけいほうし、heterospore）とは、同一の植物が形成する、雌雄により大きさや形質に区別がある胞子である。雌性配偶体を形成する大胞子（雌性胞子、macrospore）と雄性配偶体を形成する小胞子（雄性胞子、microspore）の2型がある。異型胞子と表記されることもある。通常、異形胞子性の大胞子は小胞子の10倍以上の大きさをもつ。
異形胞子を持つ性質を異形胞子性（いけいほうしせい、heterospory）という。それに対し、1種類の胞子しか作らない性質を同形胞子性（どうけいほうしせい、homospory）という。同型胞子性とも表記される。同形胞子性の植物（同形胞子植物）が形成する胞子は同形胞子（どうけいほうし、homospore）と呼ばれ、同形胞子嚢（同形胞子囊、どうけいほうしのう、homosporangium）中に形成される。
同形胞子性は祖先的形質であり、異形胞子性は派生的な形質である。進化の過程において異形胞子性を獲得することを異形胞子化（いけいほうしか、heterospory）という。

## 維管束植物

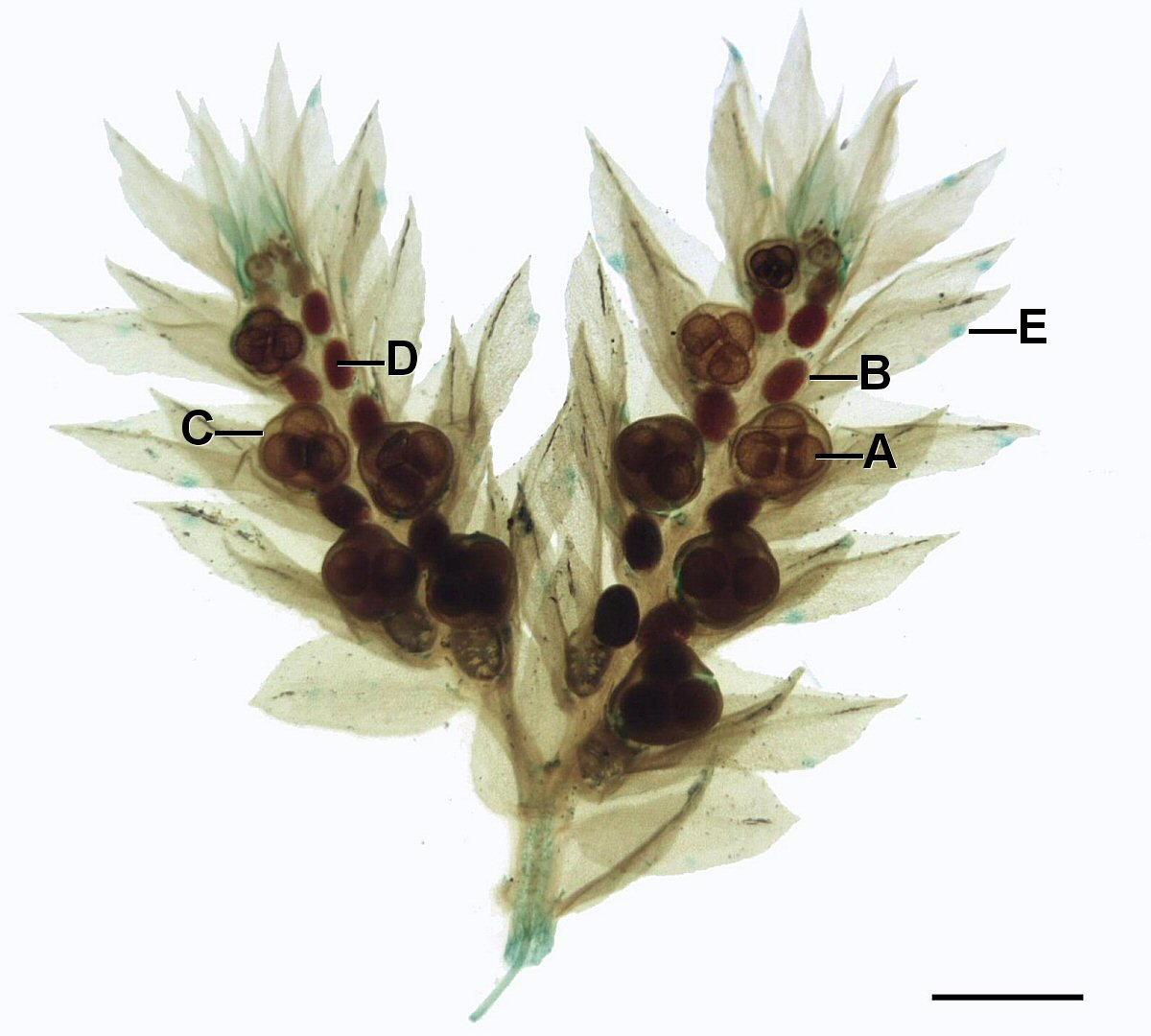
イワヒバ属 の実体顕微鏡像
A: 大胞子, B: 小胞子嚢, C: 大胞子嚢, D: 小胞子, E: 普通葉

異形胞子性の維管束植物では、大胞子から雌性配偶体が作られ、造卵器だけを付ける。小胞子からは雄性配偶体が作られ、造精器だけを付ける。大胞子のみを作る胞子嚢を大胞子嚢（大胞子囊、だいほうしのう、macrosporangium, megasporangium）、小胞子のみを作る胞子嚢を小胞子嚢（小胞子囊、しょうほうしのう、microsporangium）といい、合わせて異形胞子嚢（異形胞子囊、いけいほうしのう、heterosporangium）と呼ぶ。
異形胞子性を持つ植物を異形胞子植物という。異形胞子植物は、小葉植物のイワヒバ科とミズニラ科、大葉シダ植物の水生シダ類など、種子植物に見られる。また、化石植物では、トクサ類のロボク科、ゾステロフィルム類（化石小葉植物）のバリノフィトン Barinophyton でも異形胞子性が進化している。そのため、異形胞子性は陸上植物の進化過程において少なくとも5回進化したと考えられている。異形胞子化は水（乾湿の変化）と関連があると考えられており、異形胞子性のシダ植物は水生や湿地性であることが多い。乾燥と水没、あるいはその両方が異形胞子性の進化に関係があるかもしれないと考えられているが、これは偶然の一致によるものなのかは検証されていない。

### 小葉植物
異形胞子は現生の小葉類では、有舌類であるイワヒバ科、ミズニラ科で見られる。イワヒバ科は岩上などの乾湿の変化が激しい場所に生える種が多い。ミズニラ科は湿地に生えるが、季節によって干上がる場所に生育するものも多い。
化石小葉類であるリンボク目では、異形胞子性の種と同形胞子性の種が知られる。リンボク類の異形胞子化は後期デボン紀に確認されており、胞子嚢穂下部の胞子が巨大化して大胞子となっていた。特に、レピドフロイオス Lepidophloios の生殖器官である単性のレピドカルポン Lepidocarpon では、大胞子嚢内に大胞子が1個のみ成熟し、そこにとどまって雌性配偶体を形成する。雌性配偶体には造卵器が形成され、飛来する小胞子から作られた精子によって受精する。大胞子嚢の下側にある胞子葉が胞子嚢を側方から包み込み、向軸側で縦に閉じていた。このような特徴は、機能的にも種子に非常に類似している。
後期デボン紀の小葉類であるバリノフィトン類は、裸の軸からなり、胞子嚢が軸先端の片側にだけ2列に並んだ胞子嚢穂を形成していた。バリノフィトン類の小胞子は直径 50 µm（マイクロメートル）程度であるのに対し、大胞子は約 900 µm と巨大であった。しかし、他の群の異形胞子とは異なり、大胞子と小胞子は同じ胞子嚢の中に形成されるアニソスポリー（anisospory）であった。

### 大葉シダ植物
大葉シダ植物では、水生シダ類（サンショウモ目）に見られるほか、明瞭な雨季のある地域に生えるプラティゾマや比較的新しい時代に水生となったミズワラビ類（ともにイノモトソウ科）でも見られる。サンショウモ目はデンジソウ科（デンジソウ属・ピルラリア属・レグネリディウム属）とサンショウモ科（サンショウモ属・アカウキクサ属）を含み、すべて水生で異形胞子性を持つ。サンショウモ目は、雄性胞子嚢果と雌性胞子嚢果を形成する。雨季には水が豊富であるが、乾季には水が減る場所に生えていることが多い。例えば、水田に生えるデンジソウやサンショウモでは、水田を干す冬になる前に胞子を形成し、春に水が入ると胞子が発芽する。
プラティゾマ Pteris platyzomopsis は雨季には水没し、乾季には干上がるような乾湿変化の激しいところに生息している。プラティゾマの大胞子は発生初期には造卵器を形成するが、成長が進むと造精器も形成するようになる。そのため、初期異形胞子性（しょきいけいほうしせい、incpient heterospory）と呼ばれている。ミズワラビ属 Ceratopteris では異形胞子化は明瞭であるが、水生生活の起源が古いミズニラ科やサンショウモ目とは異なり、雌雄の分化はまだ達成していない。
化石トクサ類のうち、ロボク科では異形胞子化が起こっている。単性または両性の胞子嚢穂を形成したものが知られる。特に北アメリカ大陸の後期石炭紀に広くみられるカラモカルポン Calamocarpon では、大胞子を具えた長さ 3 mm（ミリメートル）の大胞子嚢が見つかっている。しかし、小葉植物のレピドカルポンや種子植物が持つ真の種子とは異なり、大胞子嚢を包み込む葉的器官は進化しなかった。

### 種子植物
種子植物では胚珠の珠心が大胞子嚢、花粉嚢が小胞子嚢に相当する。種子植物の異形胞子化はその祖先である前裸子植物段階で起きている。異形胞子のうち、種子植物やイワヒバ科の大胞子は内生の大配偶体がそのまま受精する内生胞子性（ないせいほうしせい、endosporic）である。

### 異形胞子化の意味
大胞子からは必ず雌性配偶体のみが、小胞子からは雄性配偶体のみが作られるため、異形胞子性の受精様式としては、同じ胞子体に生じた大胞子と小胞子間（配偶体間）で受精が起これば自家受精（自家他配受精）、異なる胞子体が形成した大胞子と小胞子間で受精が起これば他家受精となる。一方、同形胞子植物では同一配偶体上に造卵器と造精器の両方を形成することができるため、同一配偶体上で受精が起こる自配受精（自家自配受精）を引き起こす。自配受精では全ての遺伝子座においてホモ接合となるため、進化的な原動力が失われてしまう。そのため、陸上植物は進化的に早い時期に、複数回同形胞子性から異形胞子性への進化を起こしたと考えられる。一方、同形胞子植物も存在し続けているため、同形胞子性や自配受精にも利点が存在すると考えられている。

## コケ植物
タチヒダゴケ科など、コケ植物の一部には単一胞子嚢内で胞子の大きさに差がみられるものがあり、そういった胞子も異形胞子（いけいほうし、anisospore）と呼ばれる。